# Eugenio di Sassonia-Hildburghausen

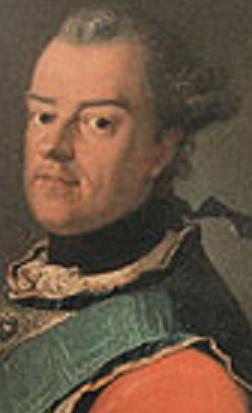
Eugenio di Sassonia-Hildburghausen

Federico Guglielmo Eugenio di Sassonia-Hildburghausen (Hildburghausen, 8 ottobre 1730 – Öhringen, 4 dicembre 1795) fu un principe e generale della Sassonia-Hildburghausen.

## Biografia
Era il terzo figlio del duca Ernesto Federico II di Sassonia-Hildburghausen e della consorte Carolina di Erbach-Fürstenau.
Deve il suo nome al padrino di battesimo Eugenio di Savoia.
Entrò nell'esercito e raggiunse nell'esercito reale danese il grado di tenente-generale della fanteria. Nel paese natale divenne ricoprì il ruolo di comandante del Corpo di Artiglieria.
Fondò nel 1765 la fabbrica di porcellana Veilsdorf.
A Hildburghausen fondò inoltre una nuova parrocchia, costruì una nuova chiesa e una villa reale. Eugenio era un meccanico esperto e mitragliere.
Nel 1769 venne nominato dall'imperatore Giuseppe II, insieme con lo zio Giuseppe, Commissario per il debito della Sassonia-Hildburghausen, i cui governanti avevano mandato il paese in bancarotta. Eugenio venne accusato di aver sottratto beni causando una controversia con lo zio. Si trasferì nel 1770 a Öhringen dal fratello Ernesto Federico.
Sposò a Öhringen il 13 marzo 1778 la nipote Carolina di Sassonia-Hildburghausen, figlia di suo fratello maggiore Ernesto Federico III di Sassonia-Hildburghausen. Dall'unione non nacquero figli.

## Ascendenza
|                                                |   |                                        | Genitori                             |  |  | Nonni |  |  | Bisnonni                           |  |  | Trisnonni                               |  |
|                                                |   |                                        |                                      |  |  |       |  |  | Ernesto di Sassonia-Hildburghausen |  |  | Ernesto I di Sassonia-Coburgo-Altenburg |  |
|                                                |   |                                        |                                      |  |  |       |  |  | Ernesto di Sassonia-Hildburghausen |  |  | Ernesto I di Sassonia-Coburgo-Altenburg |  |
|                                                |   | Elisabetta Sofia di Sassonia-Altenburg |                                      |  |  |       |  |  | Ernesto di Sassonia-Hildburghausen |  |  |                                         |  |
| Ernesto Federico I di Sassonia-Hildburghausen  |   |                                        |                                      |  |  |       |  |  | Ernesto di Sassonia-Hildburghausen |  |  |                                         |  |
|                                                |   | Sofia Enrichetta di Waldeck            | Giorgio Federico di Waldeck          |  |  |       |  |  |                                    |  |  |                                         |  |
|                                                |   | Sofia Enrichetta di Waldeck            | Giorgio Federico di Waldeck          |  |  |       |  |  |                                    |  |  |                                         |  |
|                                                |   | Sofia Enrichetta di Waldeck            | Elisabetta Carlotta di Nassau-Siegen |  |  |       |  |  |                                    |  |  |                                         |  |
| Ernesto Federico II di Sassonia-Hildburghausen |   | Sofia Enrichetta di Waldeck            |                                      |  |  |       |  |  |                                    |  |  |                                         |  |
|                                                |   | Giorgio Luigi I di Erbach-Erbach       | …                                    |  |  |       |  |  |                                    |  |  |                                         |  |
|                                                |   | Giorgio Luigi I di Erbach-Erbach       | …                                    |  |  |       |  |  |                                    |  |  |                                         |  |
|                                                |   | Giorgio Luigi I di Erbach-Erbach       | …                                    |  |  |       |  |  |                                    |  |  |                                         |  |
| Sofia Albertina di Erbach-Erbach               |   | Giorgio Luigi I di Erbach-Erbach       |                                      |  |  |       |  |  |                                    |  |  |                                         |  |
|                                                |   | Amalia Caterina di Waldeck-Eisenberg   | …                                    |  |  |       |  |  |                                    |  |  |                                         |  |
|                                                |   | Amalia Caterina di Waldeck-Eisenberg   | …                                    |  |  |       |  |  |                                    |  |  |                                         |  |
|                                                |   | Amalia Caterina di Waldeck-Eisenberg   | …                                    |  |  |       |  |  |                                    |  |  |                                         |  |
| Eugenio di Sassonia-Hildburghausen             |   | Amalia Caterina di Waldeck-Eisenberg   |                                      |  |  |       |  |  |                                    |  |  |                                         |  |
|                                                | … | …                                      |                                      |  |  |       |  |  |                                    |  |  |                                         |  |
|                                                | … | …                                      |                                      |  |  |       |  |  |                                    |  |  |                                         |  |
|                                                | … | …                                      |                                      |  |  |       |  |  |                                    |  |  |                                         |  |
| Filippo Carlo di Erbach-Fürstenau              | … |                                        |                                      |  |  |       |  |  |                                    |  |  |                                         |  |
|                                                |   | …                                      | …                                    |  |  |       |  |  |                                    |  |  |                                         |  |
|                                                |   | …                                      | …                                    |  |  |       |  |  |                                    |  |  |                                         |  |
|                                                |   | …                                      | …                                    |  |  |       |  |  |                                    |  |  |                                         |  |
| Carolina di Erbach-Fürstenau                   |   | …                                      |                                      |  |  |       |  |  |                                    |  |  |                                         |  |
|                                                |   | …                                      | …                                    |  |  |       |  |  |                                    |  |  |                                         |  |
|                                                |   | …                                      | …                                    |  |  |       |  |  |                                    |  |  |                                         |  |
|                                                |   | …                                      | …                                    |  |  |       |  |  |                                    |  |  |                                         |  |
| Carlotta Amalia di Kunowitz                    |   | …                                      |                                      |  |  |       |  |  |                                    |  |  |                                         |  |
|                                                |   | …                                      | …                                    |  |  |       |  |  |                                    |  |  |                                         |  |
|                                                |   | …                                      | …                                    |  |  |       |  |  |                                    |  |  |                                         |  |
|                                                |   | …                                      | …                                    |  |  |       |  |  |                                    |  |  |                                         |  |
|                                                |   | …                                      |                                      |  |  |       |  |  |                                    |  |  |                                         |  |